# Melilotus infestus
Melilotus infestus é uma espécie de planta com flor pertencente à família Fabaceae. 
A autoridade científica da espécie é Guss., tendo sido publicada em Florae Siculae Prodromus 2: 486. 1828.
O seu nome comum é anafe-de-cheiro.

## Portugal
Trata-se de uma espécie presente no território português, nomeadamente em Portugal Continental e no Arquipélago dos Açores.
Em termos de naturalidade é natural de Portugal Continental e possivelmente introduzida no Arquipélago dos Açores.

## Protecção
Não se encontra protegida por legislação portuguesa ou da Comunidade Europeia.